# Irokez (fryzura)

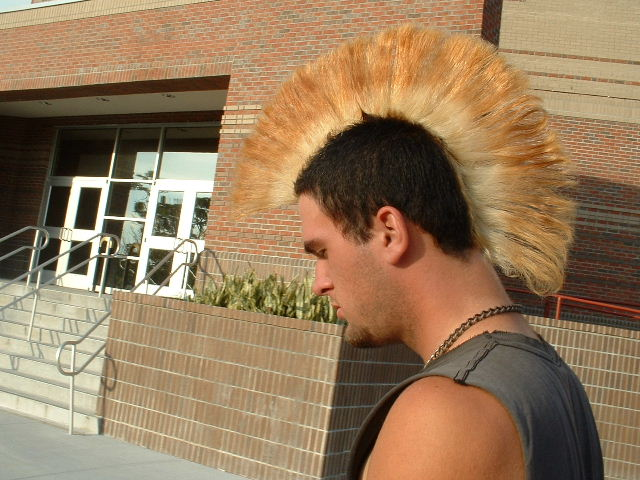
Irokez

Irokez – rodzaj fryzury. Włosy zaczesywane są do góry, tworząc wąski pasek, biegnący od czoła aż do karku (często farbowane lub rozjaśnione). Po bokach głowy włosy najczęściej bardzo krótko przystrzyżone bądź wygolone, rzadziej dłuższe – przylegająco zaczesane do skóry głowy.
Fryzura ta stała się bardzo popularna w latach 80. XX wieku w brytyjskiej kontrkulturze punk. W latach 90. zmarginalizowana, wraz z coraz mniejszą popularnością stylu. Wraz z początkiem XXI wieku fryzura przeżywa swój renesans, chociaż cięcie jest już łagodniejsze. Na tę fryzurę decydują się zarówno mężczyźni jak i kobiety.